# Chilabothrus monensis
Chilabothrus monensis, conocida comúnmente como la boa de Mona, es una especie de serpiente de la familia Boidae. Se encuentra en las Indias Occidentales, en torno a la isla de Mona y Cayo Diablo, en Puerto Rico, en las Islas Vírgenes de los Estados Unidos y en las Islas Vírgenes Británicas: Tórtola, Gran Camanoe, Necker y Virgen Gorda.

## Subespecies
Se reconocen las siguientes:
- Boa arborícola de las islas Vírgenes, Chilabothrus monensis granti (Stull, 1933)
- Boa de isla Mona, Chilabothrus monensis monensis (Zenneck, 1898)